# Parafia św. Andrzeja Apostoła w Nieznamierowicach
Parafia św. Andrzeja Apostoła w Nieznamierowicach – jedna z 11 parafii dekanatu drzewickiego diecezji radomskiej. 

## Historia
Nieznamierowice, to wieś nadana w 1288 przez Władysława Łokietka klasztorowi cystersów w Sulejowie. Miasto było lokowane na prawie niemieckim przed 1521 (prawdopodobnie w XV w.), prawa miejskie utraciło w XVIII w. W administracji kościelnej do 1521 należały do parafii w Gałkach albo Andrzejowie. Z chwilą, gdy Nieznamierowice otrzymały prawa miejskie przeniesiono drewniany kościół pw. św. Andrzeja z Gałek i erygowano tu parafię. Nowy kościół drewniany powstał w latach 1760–1782, a spłonął w 1922. Obecna świątynia została zbudowana z piaskowca na miejscu poprzedniej drewnianej w latach 1923–1933. Materiały zgromadzili: ks. Józef Cyrański i ks. Hieronim Marczewski, a budowę prowadzili ks. Leon Izdebski i ks. Stanisław Gruszka. Dużą pomoc w budowie okazali: Antoni Chojnacki, Jan Kucharczyk oraz męskie Zgromadzenie Sług Maryi Niepokalanie Poczętej. W 1933 kościół konsekrował bp Paweł Kubicki. Zewnętrzną restaurację świątyni przeprowadzono w 1971. Dwa lata później podjęto malowanie wnętrza kościoła, a w latach 1982–1983 dach pokryto blachą, staraniem ks. Jana Bystrzejewskiego.

## Proboszczowie
- 1945–1953 – ks. Karol Sarnecki
- 1953–1965 – ks. Józef Wawer
- 1965–1981 – ks. Aleksy Fiet
- 1981–1991 – ks. Jan Bystrzejewski
- 1991–2009 – ks. kan. Jan Gruszka
- od 2009 – ks. Czesław Śmiechowski

## Zasięg parafii
Do parafii należą wierni z miejscowości: Drążno, Gałki, Nieznamierowice, Wola Gałecka. 